# Národní park Stabbursdalen
Národní park Stabbursdalen (norsky Stabbursdalen nasjonalpark, severosámsky Rávttošvuomi álbmotmeahcci) je národní park v Norsku. Leží na území obcí Porsanger a Kvalsund v nejsevernějším norském kraji Finnmark a je pojmenován podle své polohy v údolí řeky Stabburselva. Byl založen 6. února 1970 na území 98 km² a 20. prosince 2002 byl rozšířen na 747 km².
Krajinu tvoří převážně hornatá tundra zformovaná pleistocenním zaledněním, nejvyšším vrcholem je Čohkarášša (1139 m n. m.). Na území parku se nachází nejsevernější borový les na světě. Roste zde také bříza pýřitá a vrba laponská. V údolí Luobbal jsou četné bažiny, kde hnízdí vodní ptactvo.
Oblast obývají především sámští pastevci sobů. Stabburselva je využívána k rekreačnímu lovu sivenů, štik a lososů. K živočišným druhům chráněným v národním parku patří los evropský, rosomák sibiřský, orlovec říční, dřemlík tundrový, tetřívek obecný, pěnkava jikavec a morčák velký.